# 臺北市私立復興實驗高級中學
台北市私立復興實驗高級中學，簡稱復興實中，原稱「台北市私立復興中小學」。是位於台北市大安區的一所私立中學。

## 校史
1946年台灣婦女界活動家林慎、廖溫音等捐資創辦「臺北市復興幼稚園」，1952年增辦「復興小學」，1968年增設「復興中學」，2006年成立實驗高中。2007年成立雙語部招收小學部學生，2008年開始招收國中雙語部學生，2010年招收高中雙語部學生。

## 官網連結
- 臺北市私立復興實驗高級中學 （页面存档备份，存于）